# Tretoscopa
Tretoscopa is een geslacht van vlinders van de familie van de zakjesdragers (Psychidae).
Dit geslacht is monotypisch, dat wil zeggen dat het maar één soort heeft namelijk Tretoscopa polycentra Meyrick, 1916, die in Malawi voorkomt.